# Senador Rui Palmeira
Senador Rui Palmeira là một đô thị ở bang Alagoas, Brasil. 
Dân số năm 2004 ước tính là 13.296 người.

Bản mẫu:Mínimo